# Ostatci zrakoplova B-24 u Neretvanskom kanalu
Ostatci američkog aviona B-24 Liberator iz Drugoga svjetskog rata nalaze se u Neretvanskom kanalu, između Hvara i Pelješca, 3 nautičke milje zapadno od Sućurja.

## Povijest
Ostatke su otkrili ronioci PIK Mornar iz Splita. Ustanovljeno je da se radi o američkom bombarderu, tipa B-24 Liberator sljedećih karakteristika: Dužina 20.5 m, raspon krila 33,5 m, težina 25,5 tona, s 4 motora Whittney & Pratt. Prema dostupnim podacima vjerojatno se radi o aparatu broj 4-251874 USAAF-a. Avion se pri udaru u morsku površinu raspao na dva dijela i njegovi ostaci nalaze se na dubini od cca 45 metara. Predmetni avion jedan je od rijetkih do sada pronađenih ostataka zrakoplova iz Drugoga svjetskog rata na području Jadrana.

## Zaštita
Pod oznakom Z-6527 zavedeno je kao nepokretno kulturno dobro - pojedinačno, arheološka baština, pravna statusa zaštićena kulturnog dobra, klasificirano kao "arheološka baština".